# Yusmery Ascanio
Yusmery del Valle Ascanio Nieves (nacida en San Juan de los Morros, Estado Guárico, Venezuela, el 20 de diciembre de 1990) es una futbolista profesional venezolana que se desempeña como centrocampista en el club Unión Española de la Primera División de Chile.

## Carrera internacional
Ha sido seleccionada de su país en 35 ocasiones. En 2012 se tituló campeona de la Copa Libertadores Femenina junto a Colo-Colo.

## Clubes
| Club                      | País      | Año               |
| ------------------------- | --------- | ----------------- |
| Estudiantes de Guárico FC | Venezuela | 2008 – 2010       |
| Caracas FC                | Venezuela | 2010 – 2011       |
| Colo-Colo                 | Chile     | 2012 – 2023       |
| Unión Española            | Chile     | 2024 - Actualidad |

## Palmarés

### Campeonatos nacionales
| Título              | Club      | País  | Año    |
| ------------------- | --------- | ----- | ------ |
| Campeonato Nacional | Colo-Colo | Chile | 2012-A |
| Campeonato Nacional | Colo-Colo | Chile | 2012-C |
| Campeonato Nacional | Colo-Colo | Chile | 2013-A |
| Campeonato Nacional | Colo-Colo | Chile | 2013-C |
| Copa de Campeonas   | Colo-Colo | Chile | 2013   |
| Campeonato Nacional | Colo-Colo | Chile | 2014-A |
| Campeonato Nacional | Colo-Colo | Chile | 2014-C |
| Campeonato Nacional | Colo-Colo | Chile | 2015-A |
| Copa de Campeonas   | Colo-Colo | Chile | 2015   |
| Copa de Campeonas   | Colo-Colo | Chile | 2016   |
| Campeonato Nacional | Colo-Colo | Chile | 2016-C |
| Campeonato Nacional | Colo-Colo | Chile | 2017-A |
| Campeonato Nacional | Colo-Colo | Chile | 2017-C |
| Campeonato Nacional | Colo-Colo | Chile | 2022   |

### Campeonatos internacionales
| Título                     | Equipo    | País  | Año  |
| -------------------------- | --------- | ----- | ---- |
| Copa Libertadores Femenina | Colo-Colo | Chile | 2012 |